# غوغاسالاری
غوغاسالاری به معنای حکومت عوام زورمند (اوباش) و رهبری جاهلین بر جامعه است. در این زمان پست‌های مهم حکومتی و کارهای اداره کشور به دست عوام و علی‌الخصوص اوباش زورمند می‌افتد.

## شکل‌گیری
غوغاسالاری معمولاً در خلال بحران‌ها، انقلاب‌ها، شورش‌ها و تحولات سیاسی - حکومتی در جامعه رخ می‌دهد و غالباً مدتی محدود و کوتاه شکل گرفته و بعد از مدتی از هم فرو می‌پاشد.

## غوغاسالاری و دموکراسی
دموکراسی اگر چه می‌تواند به عنوان عالی‌ترین نوع حکومت در جامعه مطرح شود؛ اما در عین حال ممکن است به ورطه غوغاسالاری و به تبع آن عدم ثبات سیاسی و اقتصادی منجر شود.
حکومتی دموکرات که در آن انسان‌های نالایق بر سر کار آمده و غیرمتخصصین در حکومت راه پیدا کند، ممکن است تا رهبری عوام و جاهلین سقوط کند.